# Usurpador (Imperio romano)

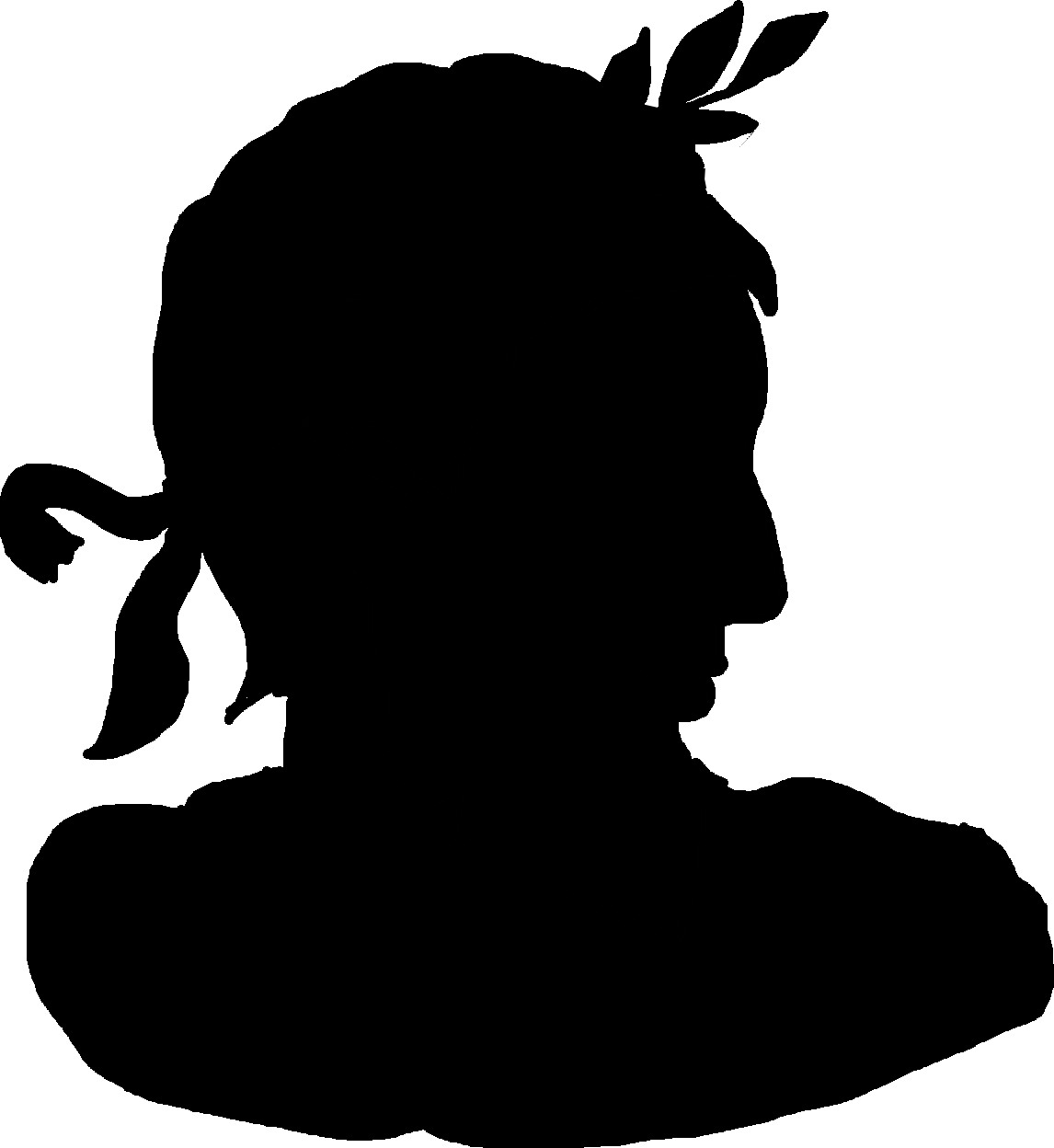
Silueta de un usurpador romano vistiendo una corona de laureles.

Los usurpadores eran personas o grupos de personas que obtenían y mantenían el poder o derechos de otros por la fuerza y sin autorización legal. La usurpación fue endémica durante la época del imperio romano, especialmente a partir de la crisis del siglo III, cuando la inestabilidad política se convirtió en algo habitual.
La primera dinastía de emperadores romanos, la dinastía Julio-Claudia (27 a. C. – 68 d. C.), justificaban el trono imperial solo por vínculo familiar, concretamente con la conexión (aunque solo por adopción) con Augusto, el primer emperador. Continuos conflictos entre la familia de los Julio-Claudianos desencadenaron una serie de asesinatos, que provocaron la desaparición de la familia. Nerón, muerto con el estatus de enemigo público, al suicidarse provocó una pequeña guerra civil, conocida como el año de los cuatro emperadores. La dinastía Flavia comenzó con Vespasiano acabando con el asesinato de su segundo hijo Domiciano. El siglo II fue un periodo de relativa paz marcada por el gobierno de los denominados cinco emperadores buenos, pero los siglos siguientes se caracterizarían por un inestabilidad política endémica, uno de los factores que finalmente contribuyeron a la caída del Imperio romano de Occidente, y a la proliferación de los usurpadores.